# فراتر از دریا: موسیقی فیلم
فراتر از دریا: موسیقی فیلم (به انگلیسی: Beyond the Sea: Original Motion Picture Soundtrack) یک آلبوم موسیقی فیلم از فیلمی به همین نام، کاری از بازیگر و خواننده آمریکایی کوین اسپیسی است که در سال ۲۰۰۴ انتشار یافت. آلبوم نامزد دریافت جایزه گرمی برای بهترین موسیقی متن فیلم شد.